# Mfon Udoka
Pour les articles homonymes, voir Udoka.
Mfon Sunday Udoka (née le 16 juin 1976 à Portland) est une ancienne joueuse professionnelle de basket américano-nigériane, actuellement entraîneuse adjointe de l'équipe du Nigeria de basket-ball féminin, les "Lady Tigers" [Tigresses]. 

## Biographie
Née à Portland, dans l'Oregon, Udoka obtient son diplôme de l'école polytechnique de Benson en 1994 à Portland, avant d'entrer à l'Université DePaul à Chicago, dans l'Illinois, qu'elle fréquente de 1994 à 1998. 
Elle est la sœur du joueur de NBA Ime Udoka.

## 1998-2003
Après avoir quitté DePaul en 1998, Udoka signe avec le Shock de Détroit de la WNBA. À Detroit, elle apparaît dans trois jeux. 
Udoka quitte les États-Unis après la saison de 1998 et passe la saison 1998-1999 au Portugal. 
Elle reprend ses études pour obtenir son diplôme de Communication en 2000, et se remet d'une blessure contractée à l'été 1999. 
En 2001, elle reprend doucement sa carrière avec le Power de Birmingham de la Ligue Nationale de basket féminin. À la fin de la saison NWBL 2001, Udoka quitte de nouveau les États-Unis pour Israël, où elle joue brièvement avec Electra Ramat HaSharon avant de partir jouer avec Harbin en Chine pour la saison 2002. Pour la saison 2003, Udoka retourne à Harbin avant de jouer avec les Blaze de Chicago de la NWBL. En 2003, elle est invitée au camp d'entraînement des Comets de Houston et devient leur nouvelle recrue en tant que joueuse indépendante.

## 2003-2004
Après plusieurs années loin de la WNBA, Udoka la rejoint en 2003 avec les Houston Comets. Elle joue avec eux 25 matchs et débute 3 d'entre eux, avec une moyenne de 3,2 points par match en 10 minutes. 
Udoka signe avec les Sparks de Los Angeles, pour la fin de la saison WNBA 2004, après avoir joué (seulement 3 jeux) pour le Nigeria aux Jeux Olympiques d'Athènes.

## 2004-2007
Après avoir quitté Los Angeles, Udoka rejoint l'Espagne (2004) et la Russie (2005). Elle joue à Mersin en Turquie pour la seconde moitié de la saison 2006 et un peu avec le Tarbes Gespe Bigorre de la Ligue féminine de basket de France en 2007.

## Compétitions internationales
Udoka mène l'équipe du Nigeria de basket-ball féminin aux jeux Olympiques d'été de 2004. Elle est deuxième dans le tournoi en score et dribbles, mais le Nigeria finit 11ème sur 12 équipes. Le Nigeria devient la première équipe africaine à remporter un seul match lors des Jeux Olympiques. Udoka mène également l'équipe du Nigéria en 2006 au Championnat du Monde de basket-ball féminin, où le Nigeria termine dernière (16e).
En mai 2011, Udoka est nommée adjointe à l'entraîneur de l'équipe du Nigeria de basket-ball féminin, les "Lady Tigers" ("Tigresses"), alors qu'elles se préparent pour le Championnat d'Afrique de basket-ball féminin 2011 au Mali et les Jeux africains.

## Palmarès
- Médaille d'or aux Jeux africains de 2003
- Médaille d'or au Championnat d'Afrique de basket-ball féminin 2005
  - elle est nommée meilleure joueuse (MVP) de ce championnat.
- Médaille d'argent aux Jeux africains de 2007